# پرواز

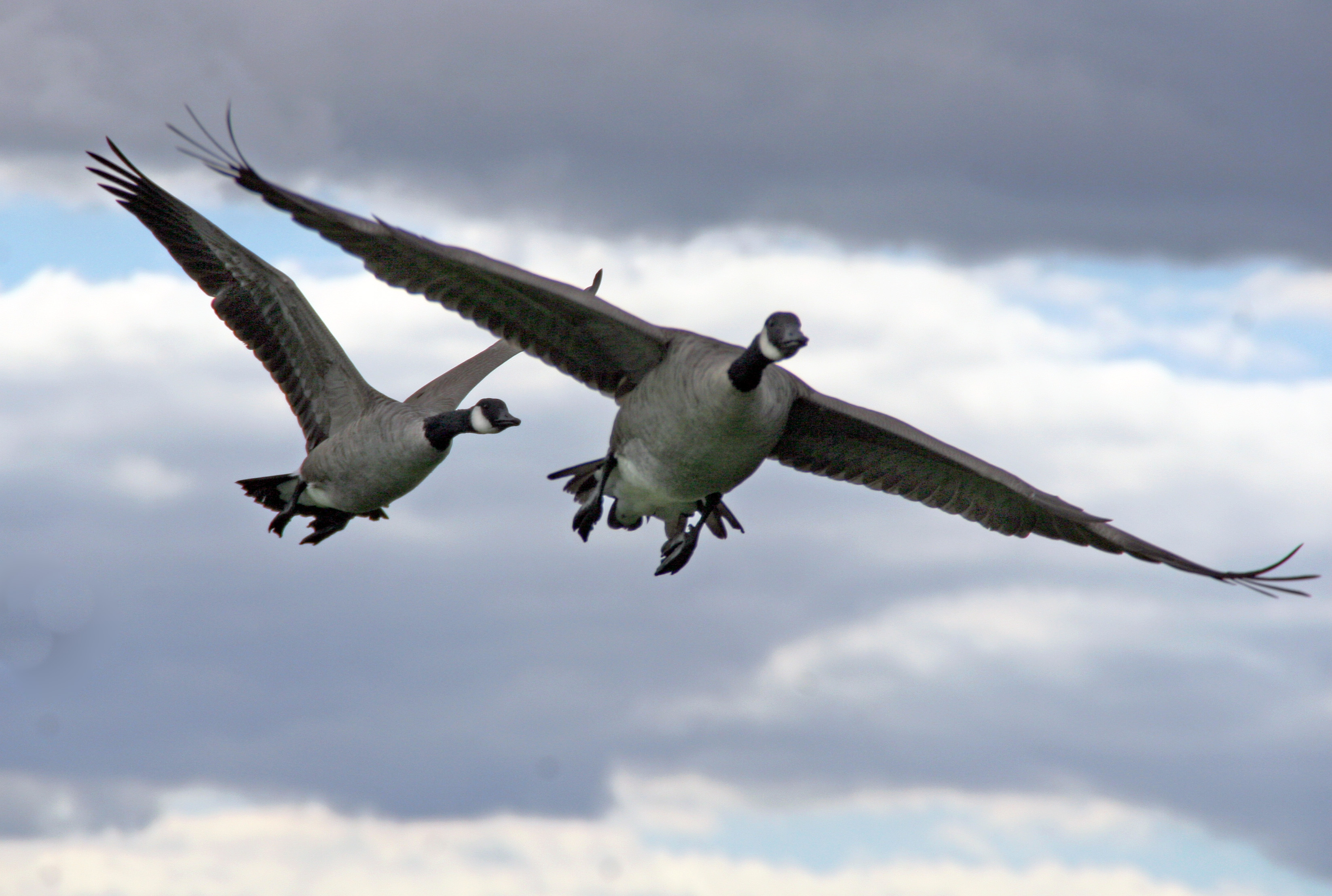
پرواز پرندگان

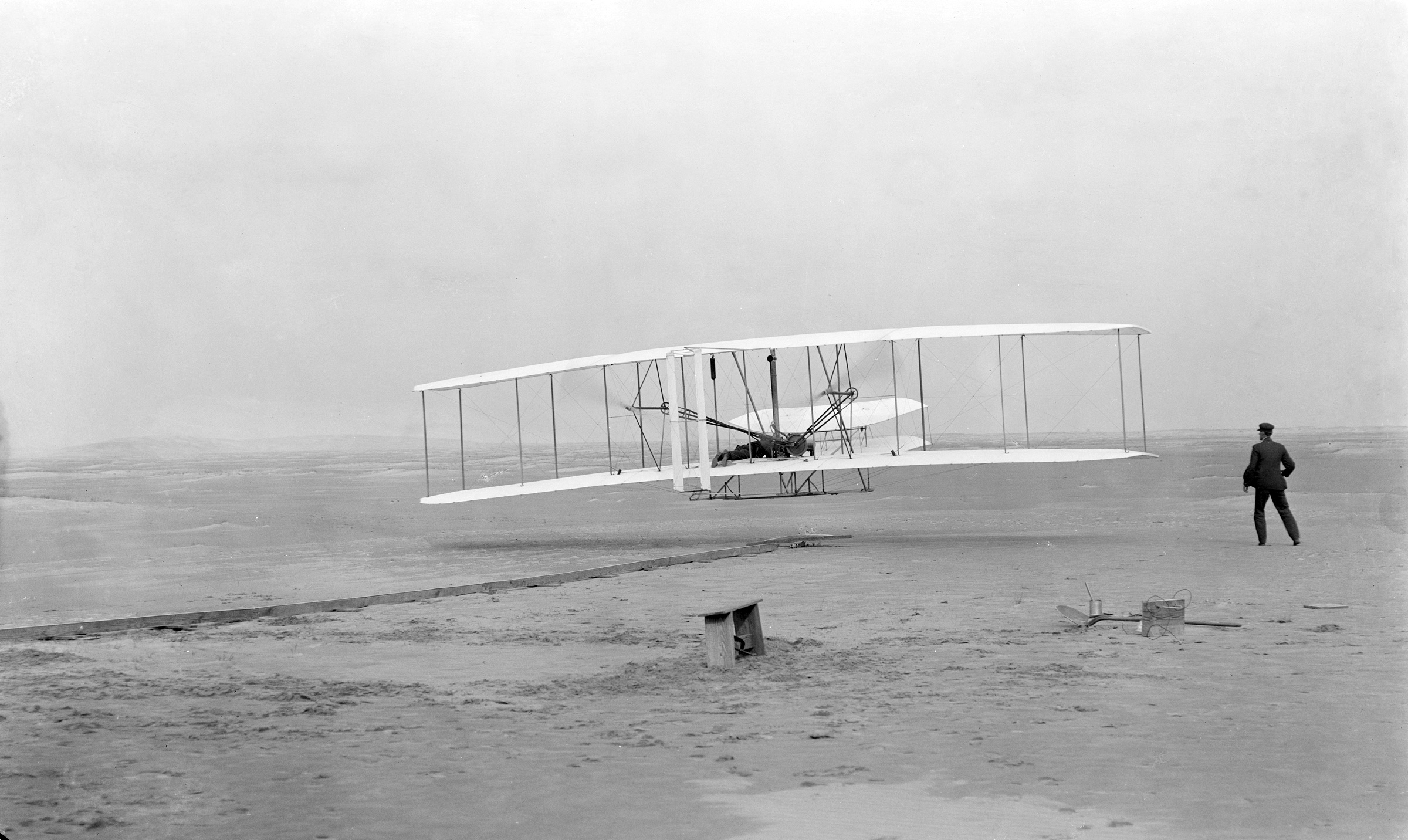
نخستین پرواز مکانیزه در جهان. ۱۹۰۳. کارولینای شمالی توسط برادران رایت

پرواز توانایی جابه‌جا شدن در هوا یا فضا است. انسان به‌طور طبیعی توانایی پرواز ندارد ولی با وسایل پرنده مانند هواپیما، بالگرد، بالون یا فضاپیماها می‌تواند پرواز کند.

## پرواز در هوا
سه دسته از جانوران می‌توانند به‌طور طبیعی پرواز کنند: برخی از حشرات، برخی از پرندگان و خفاش‌ها. برخی از پستانداران کوچک (مانند سنجاب‌های پرنده) و چند نوع ماهی پرنده به‌وسیلهٔ باله‌های تخصص‌یافته و چند نوع قورباغه نیز می‌توانند در پرش‌های خود با استفاده از پرده‌ای که بین دست و پایشان وجود دارد، در هوا سُر بخورند. هر یک از این جانوران توانایی پرواز را در فرایند فرگشت به شیوه‌ای متفاوت به‌دست آورده‌اند. پرواز پرنده با پرواز حشره از نظر اصول فیزیکی فرق دارد.
هواپیماها در پرواز از نظر فیزیکی تابع قانون‌های مکانیک پرواز هستند.

## تجربه پرواز
وسایل پروازی متنوعی برای تجربه‌ی پرواز وجود دارند؛ از چتربازی (Skydiving) و وینگ‌سوت (Wingsuit) گرفته تا هنگ گلایدر (Hang Glider) و گلایدرهای موتوردار و هواپیما. با این حال، یکی از ساده‌ترین و در دسترس‌ترین روش‌ها برای تجربه‌ی واقعی پرواز در آسمان، پاراگلایدر است. پاراگلایدر یکی از ساده‌ترین و در دسترس‌ترین ابزارها برای تجربه‌ی حس پرواز است. برخلاف هواپیماها یا گلایدرهای کابین‌دار که خلبان در اتاقک بسته‌ای قرار دارد، پاراگلایدر ساختاری سبک و بدون موتور دارد و خلبان به‌صورت آزاد و معلق در هوا پرواز می‌کند، بدون اینکه در یک اتاقک بسته قرار بگیرد. این ویژگی، حس پرواز واقعی و طبیعی‌تری را برای فرد فراهم می‌آورد. پاراگلایدر به‌دلیل ساختار ساده، وزن سبک و امکان حمل آسان (مانند قراردادن آن در یک کوله‌پشتی) توانسته به یکی از محبوب‌ترین وسایل پرواز تفریحی تبدیل شود که بسیاری از افراد، حتی بدون آموزش زیاد، می‌توانند برای نخستین بار آن را تجربه کنند.

## پرواز در فضا
پرواز در فضا تا پیش از اختراع موشک ممکن نبود. فضاپیماها با موتور موشکی می‌توانند فراتر از جو زمین پرواز کنند.

## تاریخچه پرواز
پرواز انسان از زمان‌های دور در مخیلهٔ انسان‌ها بود. هر انسانی در زمان گذشته آرزوی پرواز همچون پرندگان را داشت. در اسطوره‌های چینی و یونانی، افسانه‌هایی از پرواز انسان با اژدها، اسب بالدار، بال برای انسان و … وجود دارد.

### نخستین اختراع‌ها
نخستین کسی که دست به اختراعی برای پرواز زد، عباس بن فرناس بود که این اقدام او موفقیت‌آمیز بوده و پرواز وی محقق شد. او در زمان امویان می‌زیست و مسلمان سنی بود. پس از ابن فرناس، دومین نفر لئوناردو داوینچی بود. او دستگاهی ساخت که دو بال مانند پرندگان داشت. آن دستگاه را از ارتفاع رها کرد و پس از مدتی طولانی به زمین نشست. در سال ۱۵۰۰ میلادی، داوینچی با اضافه کردن فنر به بال‌های این دستگاه، برای بال زدن مانند پرندگان، توانست این دستگاه را مدتی طولانی‌تر در آسمان نگه دارد؛ ولی این اختراع با مخالفت‌های برخی افراد همراه شد، به‌طوری‌که آن‌ها دستگاه او را شکستند.
داوینچی از این اتفاق ناراحت و از ادامهٔ کار خود منصرف شد؛ ولی کوشش وی آغازی برای پرواز انسان بود. بنابراین، او را پدر پرواز می‌دانند. در سال ۱۶۸۷ بینهٔ فرانسوی ایدهٔ داوینچی برای پرواز را ادامه داد. او می‌خواست ماشینی به مانند ماشین داوینچی بسازد، با این تفاوت که این ماشین سرنشین داشت ولی تلاش بینه با موفق نشدن وی در این اختراع به پایان رسید. در سال ۱۷۸۴ بین ونو دستگاهی مانند پروانه ساخت و آن را از ارتفاع رها کرد. این اختراع توانست مدت زیادی در آسمان بماند. در سال ۱۸۴۳ هنسون آلمانی توانست دستگاهی با اتاق کوچک، دو بال و اهرم هدایت بسازد. او این اختراع را از ارتفاع بالا همراه با سرنشین رها کرد و توانست مدت زیادی در هوا بماند؛ ولی این اختراع نتوانست عطش انسان برای پرواز را سیر کند. آن‌ها می‌خواستند که با این ماشین‌ها در آسمان معلق بمانند. یکی از اشکالات این اختراعات، قرار نداشتن مرکز ثقل در مکان صحیح بود. اختراع هنسون نیز معایب زیادی داشت. خیلی‌ها از او تقلید کردند و جان خود را در این راه از دست دادند. پس از هنسون، بنو فرانسوی در سال ۱۸۷۱ توانست هواپیمایی بسازد که مدت زیادی در آسمان بماند.